# Life in Cartoon Motion
 (mai 2021).
Si vous disposez d'ouvrages ou d'articles de référence ou si vous connaissez des sites web de qualité traitant du thème abordé ici, merci de compléter l'article en donnant les références utiles à sa vérifiabilité et en les liant à la section « Notes et références ».
Albums de Mika
The Boy Who Knew Too Much
(2009)
Life in Cartoon Motion est le premier album du chanteur Mika. L'album a été produit par Greg Wells et Mika lui-même, mixé par Wells, et coproduit par Jodi Marr et John Merchant  sur deux chansons. L'album a été publié par Universal Music le 5 février 2007 en France. Le premier single de l'album, Grace Kelly, est resté numéro un sur le UK Singles Chart pendant cinq semaines d'affilée et a été numéro un dans de nombreux pays. La couverture de l'album a depuis été utilisée dans une publicité pour l'iPod Touch. Il est le neuvième album le plus vendu dans le monde en 2007.

## Sortie
La version originale de l'album, sort en France et en Europe le 5 février 2007, contient un total de onze titres, comprenant la piste cachée Over My Shoulder, la piste bonus Ring Ring est comprise dans certaines versions. Il comprend également une section renforcée, avec des liens vers des vidéos musicales et des spectacles, ainsi que d'autres contenus exclusifs. La version publiée via l'iTunes Store contient trois enregistrements acoustiques supplémentaires comme piste bonus. La version américaine de l'album, sort le 27 mars 2007. Elle inclut en exclusivité la piste bonus Erase, ne figurant pas sur la version originale. Les versions américaines de l'album acheté dans les magasins Best Buy contiennent deux titres bonus supplémentaires - une version acoustique de Love Today et la chanson Satellite, alors que la version américaine disponible sur l'iTunes Store comprend également une version acoustique exclusive de Grace Kelly. La version de l'album sorti au Japon comprend également la piste américaine exclusive Erase, ainsi que la piste exclusive japonaise Your Sympathy, ainsi un élément amélioré contenant la vidéo de musique pour Grace Kelly.
La version démo de l'album, publié à destination des journalistes et des critiques, est très différente de la version finale de l'album. Elle ne comprend pas les pistes Lollipop, Big Girl (You Are Beautiful) et Over My Shoulder, mais comprend la piste Your Sympathy disponible uniquement dans la version japonaise. De plus elle contient la chanson Gave It All Away, écrite par Mika, mais qui sera finalement jouée par le groupe Boyzone en 2010. La version chantée par Mika n'est jamais apparue les versions finales de l'album. Mais elle apparaît sur l'album Life in Cartoon Motion Asia Tour édition en Mars 2008, qui comprend les onze titres standard, la piste bonus Ring Ring, Gave It All Away de la version de démonstration, Erase de la version américaine, Your Sympathy de l'édition japonaise, et les enregistrements de Satellite, One Lonely One et Instant Martyr. L'album est également accompagné d'un disque bonus, dont six enregistrements acoustiques, quatre enregistrements live, et un remix inédit de Happy Ending.

## Ventes
Sorti au cours de l'année 2007, l'album connaîtra un succès international. Pourtant exporté à travers le monde, il se vendra principalement en Europe et, dans une moindre mesure, dans d'autres pays étrangers. Bien que l'album ne fera l'objet d'aucune certification aux États-Unis, le titre premier de cet opus Grace Kelly, sorti en single, y deviendra disque d'or pour plus de 500 000 exemplaires vendus. 
Au total, l'album s'écoulera à 5,5 millions d'exemplaires à travers le monde. 
| Régions          | certifications | ventes            |
| ---------------- | -------------- | ----------------- |
| Allemagne        | Or, Platine    | plus de 200 000   |
| Autriche         | Or, Platine    | plus de 30 000    |
| Belgique         | Or, 5x Platine | plus de 150 000   |
| Danemark         | Or             | plus de 20 000    |
| France           | Diamant        | 1 425 000         |
| Espagne          | Or             | plus de 40 000    |
| Ireland          | 3x Platine     | plus de 45 000    |
| Italie           | Or             | plus de 25 000    |
| Pays-Bas         | Or, Platine    | plus de 70 000    |
| Pologne          | Or             | plus de 10 000    |
| Portugal         | Or, Platine    | plus de 20 000    |
| Royaume-Uni      | Or, 5x Platine | 1 660 000         |
| Suède            | Or             | plus de 20 000    |
| Europe           | 4x Platine     | plus de 4 000 000 |
| Australie        | 2x Platine     | plus de 140 000   |
| Canada           | Or, 2x Platine | plus de 200 000   |
| Corée du Sud     | -              | près de 52 000    |
| Hongrie          | Or             | plus de 3 000     |
| Russie           | Platine        | plus de 20 000    |
| Suisse           | 2x Platine     | plus de 60 000    |
| VENTES MONDIALES | -              | 5 500 000         |

## Liste des chansons (édition standard)
(Toutes les chansons ont été écrites par Mika sauf indication contraire)
| No  | Titre                           | Auteur                                     | Durée     |
| --- | ------------------------------- | ------------------------------------------ | --------- |
| 1.  | Grace Kelly                     | Mika, Jodi Marr, John Merchant, Dan Warner | 3:09      |
| 2.  | Lollipop                        |                                            | 3:05      |
| 3.  | My Interpretation               | Mika, Jodi Marr, Richie Supa               | 3:37      |
| 4.  | Love Today                      |                                            | 3:57      |
| 5.  | Relax, Take It Easy             |                                            | 4:32      |
| 6.  | Any Other World                 |                                            | 4:21      |
| 7.  | Billy Brown                     |                                            | 3:16      |
| 8.  | Big Girl (You Are Beautiful)    |                                            | 4:10      |
| 9.  | Stuck in the Middle             |                                            | 4:11      |
| 10. | Happy Ending + Over My Shoulder |                                            | 4:30 4:42 |

## Liste des chansons (U.S./Canada)
(Toutes les chansons ont été écrites par Mika, sauf indication contraire)
| No  | Titre                           | Auteur                                     | Durée     |
| --- | ------------------------------- | ------------------------------------------ | --------- |
| 1.  | Grace Kelly                     | Mika, Jodi Marr, John Merchant, Dan Warner | 3:09      |
| 2.  | Lollipop                        |                                            | 3:05      |
| 3.  | My Interpretation               | Mika, Jodi Marr, Richie Supa               | 3:37      |
| 4.  | Love Today                      |                                            | 3:57      |
| 5.  | Relax, Take It Easy             |                                            | 4:32      |
| 6.  | Ring Ring                       | Mika, Jodi Marr                            |           |
| 7.  | Any Other World                 |                                            | 4:21      |
| 8.  | Billy Brown                     |                                            | 3:16      |
| 9.  | Big Girl (You Are Beautiful)    |                                            | 4:10      |
| 10. | Stuck in the Middle             |                                            | 4:11      |
| 11. | Erase                           | Mika, Jodi Marr, Desmond Child             | 3:38      |
| 12. | Happy Ending + Over My Shoulder |                                            | 4:30 4:42 |

| 1. | Love Today (Acoustique) (Chanson bonus Best Buy)                                |  |
| 2. | Satellite (Reprise du Dave Matthews Band) (Acoustique) (Chanson bonus Best Buy) |  |

| 1. | Grace Kelly (Acoustique) (Chanson bonus iTunes Canada)         | Mika, Jodi Marr, John Merchant, Dan Warner | 3:54 |
| 2. | Stuck in the Middle (Acoustique) (Chanson bonus iTunes Canada) |                                            | 3:54 |
| 3. | Relax, Take It Easy (Acoustique) (Chanson bonus iTunes Canada) |                                            | 3:02 |

## Liste des chansons (RU/France)
(Toutes les chansons ont été écrites par Mika sauf indication contraire)
| No  | Titre                           | Auteur                                     | Durée     |
| --- | ------------------------------- | ------------------------------------------ | --------- |
| 1.  | Grace Kelly                     | Mika, Jodi Marr, John Merchant, Dan Warner | 3:09      |
| 2.  | Lollipop                        |                                            | 3:05      |
| 3.  | My Interpretation               | Mika, Jodi Marr, Richie Supa               | 3:37      |
| 4.  | Love Today                      |                                            | 3:57      |
| 5.  | Relax, Take It Easy             |                                            | 4:32      |
| 6.  | Any Other World                 |                                            | 4:21      |
| 7.  | Billy Brown                     |                                            | 3:16      |
| 8.  | Big Girl (You Are Beautiful)    |                                            | 4:10      |
| 9.  | Stuck in the Middle             |                                            | 4:11      |
| 10. | Happy Ending + Over My Shoulder |                                            | 4:30 4:42 |
| 11. | Ring Ring (Chanson bonus)       | Mika, Jodi Marr                            |           |

| 1. | Grace Kelly (Acoustique)         |  |
| 2. | Stuck in the Middle (Acoustique) |  |
| 3. | Relax, Take It Easy (Acoustique) |  |

## Liste des chansons (Japon)
(Toutes les chansons ont été écrites par Mika sauf indication contraire)
| No  | Titre                           | Auteur                                     | Durée     |
| --- | ------------------------------- | ------------------------------------------ | --------- |
| 1.  | Grace Kelly                     | Mika, Jodi Marr, John Merchant, Dan Warner | 3:09      |
| 2.  | Lollipop                        |                                            | 3:05      |
| 3.  | My Interpretation               | Mika, Jodi Marr, Richie Supa               | 3:37      |
| 4.  | Love Today                      |                                            | 3:57      |
| 5.  | Relax, Take It Easy             |                                            | 4:32      |
| 6.  | Ring Ring                       | Mika, Jodi Marr                            |           |
| 7.  | Any Other World                 |                                            | 4:21      |
| 8.  | Billy Brown                     |                                            | 3:16      |
| 9.  | Big Girl (You Are Beautiful)    |                                            | 4:10      |
| 10. | Stuck in the Middle             |                                            | 4:11      |
| 11. | Erase                           | Mika, Jodi Marr, Desmond Child             | 3:38      |
| 12. | Your Sympathy                   | Mika, Jodi Marr, Richie Supa               | 3:18      |
| 13. | Happy Ending + Over My Shoulder |                                            | 4:30 4:42 |

## Classements internationaux
| Pays                                 | Position |
| ------------------------------------ | -------- |
| Allemagne                            | 2        |
| Australie                            | 2        |
| Autriche                             | 1        |
| Belgique(WA&FL)                      | 1        |
| Billboard 200 (U.S.)                 | 2        |
| Billboard Top Internet Albums (U.S.) | 3        |
| Canada                               | 1        |
| Corée du Sud                         | 1        |
| Danemark                             | 1        |
| Équateur                             | 9        |
| Espagne                              | 2        |
| Estonie                              | 1        |
| Europe                               | 1        |
| Finlande                             | 1        |
| France                               | 1        |
| Grèce                                | 1        |
| Hongrie                              | 2        |
| Irlande                              | 1        |
| Israël                               | 2        |
| Italie                               | 1        |
| Japon                                | 2        |
| Mexique                              | 2        |
| Norvège                              | 2        |
| Nouvelle-Zélande                     | 1        |
| Pays-Bas                             | 1        |
| Pologne                              | 4        |
| Portugal                             | 2        |
| République tchèque                   | 1        |
| Royaume-Uni                          | 1        |
| Russie                               | 1        |
| Suède                                | 1        |
| Suisse                               | 1        |
| [ 20 ]                               | 1        |